# Christian Hoffmann von Hoffmannswaldau
Christian Hoffmann von Hoffmannswaldau (n. decembrie 1616 - d. 4 aprilie 1679) a fost un poet german, exponent al manierismului barocului târziu.
Alături de Martin Opitz și Andreas Gryphius, a fost unul din cei mai importanți poeți germani ai secolului al XVII-lea.
Este considerat întemeietorul stilului galant în lirica germană.

## Opera
A scris o lirică patetică, considerată a fi de o mare virtuozitate formală, pe teme erotice, eroice și religioase, printre care și scrierea O sută de epitafuri compuse din catrene rimate, în metru scurt și lung (Hundert in kurtz-langmässigen vierzeiligen Reimen bestehende, apărută în 1663).
Scrisorile sale imaginare în versuri adresate marilor eroi ale istoriei sunt considerate a fi de un rafinat stil ornamental: Heroides (1695).
Hoffmann von Hoffmannswaldau a mai tradus în germană din mari autori, publicând în perioada 1679 - 1727 lucrarea Deutsche Vbersetzungen vnd Getichte.
1. ↑  CERL Thesaurus
2. ↑  Autoritatea BnF, accesat în 10 octombrie 2015